# Francesco Molinari-Pradelli
Francesco Molinari-Pradelli (ur. 4 lipca 1911 w Bolonii, zm. 7 sierpnia 1996 w Marano di Castenaso) – włoski dyrygent.

## Życiorys
Uczył się gry na fortepianie u Franco Ivaldiego i Cesare Nordio w Bolonii oraz dyrygentury u Bernardino Molinariego w Rzymie. Debiutował jako dyrygent w 1939 roku w Bolonii, prowadząc wykonanie Napoju miłosnego Gaetano Donizettiego. Występował na ważniejszych włoskich scenach operowych, po 1945 roku odniósł sukces międzynarodowy. W 1945 roku zadebiutował w mediolańskiej La Scali, w 1951 roku w londyńskim Covent Garden Theatre. Od 1950 roku regularnie występował w Arena di Verona. W 1957 roku zadebiutował w Stanach Zjednoczonych w San Francisco Opera, w latach 1966–1973 dyrygował w Metropolitan Opera w Nowym Jorku. Ceniono go jako interpretatora włoskiego repertuaru operowego. Dokonał licznych nagrań płytowych. 